# Corynoneura coronata
Corynoneura coronata är en tvåvingeart som beskrevs av Edwards 1924. Corynoneura coronata ingår i släktet Corynoneura, och familjen fjädermyggor. Arten är reproducerande i Sverige.